# Jak přežít svého muže
Jak přežít svého muže je první román herečky a spisovatelky Jany Bernáškové vydaný v říjnu roku 2020, i přes covidová opatření se kniha stala bestsellerem. Kniha je prvním dílem románové trilogie, druhý díl vyšel v roce 2021 s názvem Coura a třetí Koloušek díl vyšel v roce 2023.
Není tajemstvím, že spisovatelka se nechala volně inspirovat svým životem, ačkoliv se nejedná o autobiografii. Autorka sama prozradila, že pravdivé je zachycení zákulisí filmového průmyslu i seznámení s jejím manželem, kterého v knize pojmenovala Karel Makovec. Knihu věnovala svému manželovi a otci.

## Okolnosti napsání
Jana psala půl roku fejetony pro ženský časopis. Když skončila se psaním fejetonů, onemocněl jí otec, o kterého pečovala a do toho měla každodenní povinnosti, nejen rodinné, ale i pracovní, proto se rozhodla nepřibírat žádné nové projekty. Kniha vznikla náhodou, měla volnou kreativní chvílí, a proto se rozhodla, že si bude psát sama pro sebe. Její manžel si texty přečetl a začal ji velmi podporovat, aby napsala knihu.

## Děj
Mladá herečka Lucie Májová se po mateřské dovolené v roce 2009 snaží vrátit zpět ke své herecké kariéře. Z předešlého vztahu s režisérem Tomášem má tříletou dceru Kristýnu, které říkají Kiki. Lucie chce být nejen slavnou a úspěšnou herečkou, ale také chce najít vhodného partnera, se kterým stráví zbytek svého života. Hledání vhodného partnera není tak jednoduché, jak se zdá. Při premiéře filmu, kterou navštívila se svoji kamarádkou Alenou, potkala starého kamaráda Irina, který ji seznámil se scenáristou Karlem. Irin naznačil Karlovi, aby pro Lucii napsal v jednom seriálu roli. Mimo Karla Lucie poznala i Jakuba. Jakub jí byl mnohem více sympatičtější, a tak s ním šla na rande a strávila noc u něj doma, ale poté zjistila, že má přítelkyni, odešla a už se mu nikdy neozvala. Starost jí přidělává i otec jejich dcery, který ji chce do střídavé péče. Po neúspěšném randění s Jakubem se rozhodla, že odepíše na Karlovu zprávu a domluvili si schůzku v kavárně. Karel pro Lucii napsal roli, tudíž se začali vídat na natáčení. Postupem času se sblížili, ale ani tento vztah nebyl bez mráčku. Karel se přizná Lucii, že má snoubenku, se kterou se chce rozejít a začít žít s Lucií a Kiki. Lucie je zklamaná a Karlovi se vyhýbá, ovšem pouze do té doby, dokud její těhotná kamarádka Alena nepotřebuje odvézt autem do nemocnice, protože rodí. Karel vyjde s Lucií z nemocnice a zavede ji do jejich bytu, který pronajal jako překvapení a zároveň ji požádá o ruku. Lucie souhlasí a začne žít s Karlem a Kiki. Tomáš napíše Lucii, že zruší svůj návrh o střídavou péči.

## Přijetí díla a interpretace
Dílo bylo vydáno v roce 2020, i přes covidová opatření si kniha získala velké množství nadšených čtenářů i čtenářek. Román se stal bestsellerem a Janu Bernáškovou to natolik inspirovalo, že se rozhodla pokračovat v psaní knih. O rok později vydala pokračování knihy s názvem Coura. Těchto dvou titulů se dohromady prodalo více než 60 tisíc kusů. Autorka si knihou zajistila přízeň českých čtenářů, také její nejnovější kniha Koloušek, která byla vydána v roce 2023, se stala okamžitým bestsellerem.
Hlavním tématem knihy je mateřství, vztahy, ale i kamarádství. Příběh je vypravován v ich-formě a psán osobitým stylem, dialogy nejsou umístěny do uvozovek, což může občas působit chaoticky. Hlavní hrdinka Lucie Májová je vtipná i sympatická, popisuje život svobodné matky, která se snaží mít nejen úspěšnou hereckou kariéru, ale i milujícího partnera po svém boku. Řeší každodenní starosti související nejen se svým životem, ale i pracovní kariérou. Tento žánr rozhodně nebude pro každého, ale je možné, že svobodné matky mohou některé situace znát ze svého života.

## Adaptace
Kniha je námětem stejnojmenného filmu od Rudolfa Merknera, který je manželem spisovatelky románu Jany Bernáškové. Film měl premiéru na podzim roku 2023. Hlavní roli mladé maminky Lucie si zahrála autorka knihy Jana Bernášková a jejího filmového přítele Karla ztvárnil Marek Němec.